# Knibning (typografi)
 For alternative betydninger, se Knibning. (Se også artikler, som begynder med Knibning)
Knibning inden for typografi betegner en teknik, hvormed man formindsker den almindelige afstand mellem enkelttegn, typisk for at forbedre udseendet af den endelige skrift.
Eksemplet nedenfor viser hvordan "A" og "v" i "Avis" knibes for at opnå et bedre udseende af det resulterende ord:
Hvis ikke knibningen blev foretaget, vil det se ud som om at der er uforholdsmæssig langt mellem "A" og "v", i forhold til afstanden mellem de andre bogstaver i ordet, selvom alle fire bogstaver faktisk er sat med samme afstand.